# Paul Knabenshue
Paul Knabenshue (* 31. Oktober 1883 in Toledo, Ohio, USA; † 1. oder 2. Februar 1942 in Bagdad, Irak) war ein US-amerikanischer Rechtsanwalt und Diplomat.

## Leben im diplomatischen Dienst

### Vorkriegszeit bis zum Ende des Ersten Weltkriegs
Seine diplomatische Karriere begann Paul Knabenshue 1906 in Belfast, wo er als Vizekonsul tätig war. Es folgte der Dienst als Vizekonsul und Deputy Consul General in Kairo, wo er 1914 den Beginn des Ersten Weltkrieges erlebte. Ägypten war seit 1882 von Großbritannien besetzt und erklärte Deutschland den Krieg. Die Amtsgeschäfte des deutschen Konsulats wurden nach Absprache mit Knabenshue an das US-amerikanische Generalkonsulat übergeben und die deutschen Diplomaten verließen daraufhin Ägypten. Der Krieg wurde von Paul Knabenshue nicht als gefährlich für die US-amerikanische Bürger in Ägypten eingeschätzt. Deshalb leitete er keine Evakuierung der US-Bürger ein.

### Diplomatischer Dienst im Vorderen Orient
Von 1919 bis 1928 war Paul Knabenshue als Konsul in Beirut im französischen Mandatsgebiet tätig. Dort konnte er 1921 die Besteuerung US-amerikanischer Ölkonzerne verhindern. 1925, während der Syrischen Revolution, nahm er Schutzsuchende im Konsulat auf.
1928 wurde er zum Generalkonsul in Jerusalem ernannt, wo er mit dem dort herrschenden Konflikt zwischen Juden und Arabern konfrontiert wurde, den er zu lösen versuchte. Das Interesse der Vereinigten Staaten wurde nach dem Ersten Weltkrieg in Palästina und generell im Nahen Osten, immer größer. Einerseits gab es wirtschaftliche Interessen im Nahen Osten, andererseits ging von den zionistischen Kreisen in den USA immer mehr Druck aus. Auch viele Politiker und Diplomaten sprachen sich für eine stärkere Präsenz im Nahen Osten aus, darunter auch Paul Knabenshue.
Die US-amerikanischen Diplomaten in Palästina hatten einen großen Einfluss auf das dortige Geschehen, zumal sie einerseits in Kontakt mit der britischen Regierung standen und diese indirekt beeinflussen konnten und andererseits die Juden schützen konnten, indem sie diese im Konsulat aufnahmen. Viele Juden waren auch US-amerikanische Bürger, und somit konnten sie auch über eine Auslieferung verhandeln. Obwohl Knabenshue sich während der Unruhen 1929 für die Juden einsetzte, indem er sie in das Konsulat ließ, wurde von zionistischen Kreisen in den USA seine Absetzung verlangt, zumal er eine starke antizionistische Tendenz hatte. So gab er zum Beispiel den Juden die Schuld an den Unruhen in Palästina und hatte Ressentiments gegenüber der zionistischen Bewegung. Er wurde aber erst 1932 abgesetzt und zum Ministerresident und Generalkonsul in Bagdad ernannt. Knabenshue förderte während seiner Amtszeit die School in Jerusalem.
Nach einer kurzen Pause in der Amtszeit von wenigen Tagen kehrte er 1933 wieder in sein Amt zurück. In Bagdad setzte er sich für US-amerikanische Interessen im Irak ein, so zum Beispiel versuchte er bessere Bedingungen für eine Firma, die Tierdärme herstellte, auszuhandeln und die amerikanische Filmindustrie mit dem Vorschlag ein Urheberrecht einzuführen, zu schützen. Die Vereinigten Staaten verfolgten zwar offiziell  nach dem Ersten Weltkrieg eine isolationistische Politik, hatten aber gleichzeitig wirtschaftliches Interesse im Nahen Osten. Dies führte zur open door-Politik, einer antimonopolistischen und marktliberalen Politik, die sie vor allem im Irak, wo sich große Ölfelder befanden, umsetzen wollten. Großbritannien musste sich dem Druck der USA fügen, zumal die USA einen Anteil zum Sieg im Ersten Weltkrieg beigetragen haben. Dadurch war der Weg für US-amerikanische Präsenz im Irak geebnet, wodurch auch die irakische Wirtschaft profitierte, da nicht nur Unternehmen, sondern auch Missionare und Forscher (vor allem Archäologen) ins Land kamen und auch Schulen gründeten. Allerdings war die politische Situation im Land sehr instabil, was die Interessen der USA gefährdete. Dies beweist das Massaker von Semile an den Assyrern, welches bei amerikanischen Politikern Besorgnis erregte, denn Ausländerfeindlichkeiten konnten sich auch auf Amerikaner übertragen. Paul Knabenshue kritisierte zwar den Aufstand, wollte allerdings nicht, dass der Irak bestraft wird, zumal er Angst um die Sicherheit der US-Bürger hatte. Das Sammeln von politischen Informationen wurde eine wichtige Aufgabe, um die Situation einschätzen zu können und entsprechende Maßnahmen zu ergreifen.
Mit dem Putsch von 1941 durch das Goldene Quadrat und der neuen Regierung von Rashid Ali al-Gaylani, befanden sich US-amerikanische und britische Bürger in Gefahr. Knabenshue konnte Monate vor dem Putsch feststellen, dass sich die Lage vor allem nach der Niederlage Frankreichs stark radikalisierte und viele mit den Achsenmächten zu sympathisieren begannen. Auch dass keine Lösung der Palästinafrage in Sicht war, war ein Grund für Unruhen in der Bevölkerung. Diese Einstellung könnte zu Übergriffen an Briten und US-Amerikanern führen. Die USA stellten daraufhin Waffenlieferungen in den Irak ein, wollten aber keinen Druck auf die Regierung ausüben. Diese Einstellung änderte sich auch nach dem Putsch nicht, sodass amerikanische Kräfte vor Ort die Sicherheit gewährleisten mussten. Als bekannt wurde, dass die Briten eine Offensive gegen die Putschisten starten wollen, wurde beschlossen, alle britischen und US-amerikanischen Bürger zu evakuieren. Trotzdem blieben wenige im Irak zurück. Sie fanden jedoch alle Zuflucht in der amerikanischen Gesandtschaft, sodass es keine Opfer gab. Knabenshue war auch an der Evakuation des Regenten Abd ul-Ilah beteiligt, indem er ihn persönlich in seinem Auto zum britischen Flugplatz fuhr. Auch übergab er Informationen über die Positionen irakischer Truppen an die britischen Truppen.
Paul Knabenshue starb am 1. oder 2. Februar 1942 nach einer Operation in einem Krankenhaus in Bagdad an Tetanus.

## Familie
Paul Knabenshue war der Sohn von Samuel S. Knabenshue, der ebenfalls im diplomatischen Dienst tätig war, und von Salome Matlack. Sein Bruder Roy Knabenshue war ein berühmter Aeronaut.
Knabenshue war mit Catherine Parr verheiratet und hatte einen Sohn, Paul Denis Knabenshue.